# IK Heim
L’IK Heim est un club de handball situé à Mölndal en Suède.

## Palmarès
- Championnat de Suède  (7) :  1949-50, 1954-55, 1958-59, 1959-60, 1961-62, 1981-82, 1982-83.